# Asclepius
Asclepius (/æsˈkliːpiəs/; tiếng Hy Lạp cổ: Ἀσκληπιός Asklēpiós [asklɛːpiós]; tiếng Latinh: Aesculapius) hay Hepius là vị thần của thuốc trong Tôn giáo Hy Lạp cổ đại và Thần thoại Hy Lạp. Ông là con trai của thần Apollo và đã bị thần Zeus hạ gục vì đã nuôi sống người chết, trước khi được đưa lên bầu trời dưới hình dạng chòm sao của Serpentaire.
Asclepius đại diện cho khía cạnh chữa bệnh của nghệ thuật y học; các con gái của ông là Hygieneia ("Vệ sinh", nữ thần sạch sẽ), Iaso (nữ thần phục hồi sau bệnh tật), Aceso (nữ thần của quá trình chữa bệnh), Aegle (nữ thần sức khỏe tốt), Panacea (nữ thần của vũ trụ, phương thuốc), và một số con trai. Ông được liên kết với thần Vediovis của người La Mã / Etruscan và thần Imhotep của người Ai Cập.  Ông và Apollo cùng chia nhau danh hiệu thánh Paean ("Người chữa lành").  Cây gậy của Asclepius, một cây trượng có rắn quấn vào, vẫn là biểu tượng của y học ngày nay. Những thầy thuốc và người hầu phục vụ vị thần này được gọi là Therapeutae của Asclepius.
Thuộc tính chính của nó là đội ngũ nhân viên của Asclepius, xung quanh là một con rắn, một biểu tượng của y học, tự bọc lấy nó. Nơi thờ phượng chính của ông nằm ở Epidaurus, nơi ông chữa lành những người hành hương bằng cách ủ bệnh. Anh ta được viện dẫn trong Lời thề Hippocrates cùng với cha Apollo và hai cô con gái chính Hygia và Panacea. Ông là tổ tiên huyền thoại của Asclepiades, một triều đại của các bác sĩ hành nghề ở Cos và Cnidos, trong đó Hippocrates là thành viên lừng lẫy nhất.

## Từ nguyên
Từ nguyên của tên này vẫn chưa được biết. Trong phiên bản sửa đổi của Frisk's Griechisches etymologisches Wörterbuch (Từ điển Từ nguyên tiếng Hy Lạp), RSP Beekes đưa ra bản tóm tắt này về những nỗ lực nghiên cứu khác nhau:
- "H. Grégoire (với R. Goossens và M. Mathieu) trong Asklépios, Apollon Smintheus et Rudra 1949 (Mém. Acad. Roy. destonque. Cl. d. các chữ cái. 2. sér. 45), giải thích tên là "Anh hùng chuột chũi" (The mole-hero), kết nối σκάλοψ, ἀσπάλαξ nốt ruồi ' và đề cập đến sự giống nhau của Tholos ở Epidauros và hang của một con chuột chũi. (Puhvel, Comp. Thần thoại. Năm 1987, 135.) Nhưng giả thuyết này không được chứng minh.
- Từ tên của nó bắt nguồn từ Asclepades, nơi chỉ định hai con trai Machaon và Podalire của họ, sau đó là gia đình quý tộc tuyên bố sẽ từ bỏ nó, và bằng cách mở rộng tất cả các bác sĩ. "Bông sữa" cũng là một tên riêng, đáng chú ý của nhà thơ Alexandrian Asclépiade de Samos hoặc thậm chí là bác sĩ Asclépiade de Bithynie. Người Hy Lạp đặt tên ἀσκληάς ask / Asklêpiás ("thảo dược Asclepius") cho các loại cây khác nhau có dược tính, bao gồm cả nọc độc chính thức (Vincetoxicum hirundinaria)  . Trong thời hiện đại, Carl von Linné đặt tên cho gia đình Asclepiadaceae và chi Asclepias để vinh danh vị thần.

## Huyền thoại

### Sinh
Asclepius là con trai của Apollo và theo những lời kể sớm nhất, mẹ của ông là một người phụ nữ phàm trần tên là Coronis.  Khi nàng lừa dối Apollo và ngủ với một người phàm có tên là Ischys, Apollo đã biết được điều này bằng khả năng tiên tri của mình và giết Ischys. Coronis đã bị Artemis - em gái sinh đôi của Apollo giết vì không chung thủy với Apollo (có nguồn cho rằng chính Apollo đã giết Coronis) và được đặt trên một giàn thiêu để thiêu chết, nhưng Apollođã giải cứu đứa trẻ bằng cách cắt nó ra khỏi bụng của Coronis.
Theo truyền thống của Delphian, Asclepius được sinh ra trong ngôi đền của Apollo, với Lachesis đóng vai trò như một bà đỡ và Apollo làm dịu cơn đau của Coronis. Apollo đặt tên đứa trẻ theo biệt danh của Coronis, Aegle.